# Subito
Subito. Dokumente aus Bibliotheken (Eigenschreibweise: subito; der Name ist abgeleitet von lat. subito „plötzlich“, „geschwind“, übertragen auch „sofort“) ist ein gemeinnütziger eingetragener Verein, der als kostenpflichtiger Dokumentenlieferdienst wissenschaftlicher Bibliotheken tätig ist. Er liefert dem Benutzer Kopien von Zeitschriftenaufsätzen oder Buchauszügen und unterstützt die Ausleihe von Büchern. Insoweit ergänzt Subito die Fernleihe. Im Unterschied zu dieser wird dem Benutzer jedoch eine Erledigung seines Wunsches innerhalb von drei (Normalbestellung) bzw. eines Arbeitstages (Eilbestellung) zugesichert. Die Lieferung erfolgt über Bibliotheken an deren Benutzer bzw. direkt an den Endkunden.

## Geschichte
Subito wurde 1994 als Bund-Länder-Initiative zur Beschleunigung der Literaturversorgung in Deutschland gegründet. Als der Dienst im Jahr 1997 seinen Betrieb aufnahm, gab es zwölf wissenschaftliche Bibliotheken, die Subito zulieferten. 2002 waren es 27 Bibliotheken, 2019 sind Subito 37 Bibliotheken in Deutschland und außerdem vier Bibliotheken in Österreich und der Schweiz angeschlossen.
Nach Inkrafttreten des „2. Korbes“ der Urheberrechtsreform in Deutschland zum 1. Januar 2008 konnte Subito zunächst in Deutschland Dokumente grundsätzlich nur noch auf dem Post- und Faxwege liefern. Nach dem Abschluss von Lizenzverträgen konnte schließlich die elektronische Lieferung wieder aufgenommen werden, allerdings zu deutlich verschlechterten Bedingungen. Die Preise, zu denen Subito liefert, enthalten stets eine Tantieme für die VG Wort, die von der jeweiligen Benutzergruppe abhängig ist, an die die Lieferung erfolgt. Diese Tantieme war seit 2008 in ihrer Höhe unverändert geblieben.
Nach dem Inkrafttreten des Urheberrechts-Wissensgesellschafts-Gesetz (UrhWissG) zum 1. März 2018 ergab sich eine neue Rechtslage. Seitdem kann Subito gestützt auf die Schranke in §§ 60a–60h UrhG, insbesondere § 60e Abs. 5 UrhG, Kopien unfreier Schriften an nichtkommerzielle Benutzer bereitstellen. Eine Ausnahme stellen Presseerzeugnisse dar, die seitdem nicht mehr über Subito bestellt werden können. Die Preise sind in der Folge erheblich gesunken, weil die Verlage keine gesonderten Lizenzentgelte mehr verlangen können. Die Tantiemen wurden von Subito unmittelbar mit der VG Wort vereinbart.

## Arbeitsweise
Bestellungen werden auf der Website von Subito entgegengenommen und an Endkunden in Deutschland, Österreich, der Schweiz und Liechtenstein sowie an Bibliotheken weltweit per E-Mail, per Fax oder mit der Briefpost ausgeliefert. Die Preise hängen von der Dringlichkeit und vom Lieferweg sowie von der Nutzergruppe ab, der der Besteller zuzuordnen ist.